# Haworthia decipiens
Espèce
Haworthia decipiens est une espèce de plantes à fleurs de la famille des Asphodelaceae.
Elle est présente dans les provinces du Cap-Occidental et du Cap-Oriental en Afrique du Sud.

## Description

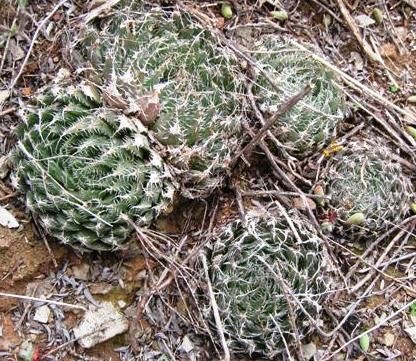
Forme cyanea d'Uniondale, où les plantes ont une couleur davantage bleu-vert.

Haworthia decipiens est fréquemment confondue avec son parent occidental, Haworthia arachnoidea. Elle est à la fois variable et difficile à identifier ("decipiens" = trompeuse"). Comme ses parents, elle présente des rosettes de feuilles succulentes denses, qui sèchent et se contractent en cas de sécheresse, et sont couvertes de soies douces.
Cette espèce se distingue par ses feuilles plus courtes, plus plates et plus larges ; sa couleur plus claire ; ses extrémités translucides ; ses soies plus grandes et plus clairsemées, principalement sur les marges ; et sa carène très fragile.
Elle présente diverses formes et variétés locales. À l'ouest, cette espèce devient progressivement Haworthia lockwoodii, et au sud-ouest, elle devient Haworthia mucronata (au sud des monts Swartberg).
La floraison a lieu au printemps.

## Répartition et habitat
Il s'agit d'une espèce répandue, présente depuis les environs de Prince Albert à l'ouest, le long du nord des monts Swartberg jusqu'à Uniondale et Willowmore dans le Cap-Oriental. On la trouve dans une grande variété d'habitats et généralement à l'abri de buissons ombragés.

## Liste des variétés
Selon GBIF (29 juin 2025) :
- Haworthia decipiens var. cyanea M.B.Bayer
- Haworthia decipiens var. decipiens
- Haworthia decipiens var. minor M.B.Bayer
- Haworthia decipiens var. virella M.B.Bayer
- Haworthia decipiens var. xiphiophylla (Baker) M.B.Bayer

## Systématique
Le nom correct complet (avec auteur) de ce taxon est Haworthia decipiens Poelln. (d).